# Nebeljungenstreich

Grenze des Herzogtums Nassau (oben) mit dem Großherzogtum Hessen (unten) zwischen Mainz und Biebrich. Der Damm (rote Linie) versperrte das Biebricher Fahrwasser rheinaufwärts und zwang zum Befahren der südlichen Rheinseite.

Als Mainzer Nebeljungenstreich wird ein Sabotageakt bezeichnet, mit dem die Regierung des Großherzogtums Hessen und Mainzer Kaufleute 1841 den im Herzogtum Nassau gelegenen Biebricher Freihafen blockierten, um sich gegen verlagernde Verkehrsströme zu wehren, die die Eröffnung der Taunus-Eisenbahn verursacht hatte.

## Rechtslage
Die beiden betroffenen Anrainerstaaten, das Herzogtum Nassau und das Großherzogtum Hessen, waren Mitunterzeichner der Rheinschifffahrtsakte von 1831 (Mainzer Akte). Darin vereinbarten die Rheinuferstaaten den freien Personen- und Warenverkehr auf dem Rhein. Jeder Anliegerstaat erhielt das Recht, einen Freihafen einzurichten, in dem Händler ihre Waren zollfrei zwischenlagern konnten. Noch im gleichen Jahr erklärte das Herzogtum Nassau das rechtsrheinische Biebrich zum Freihafen.

## Verkehr

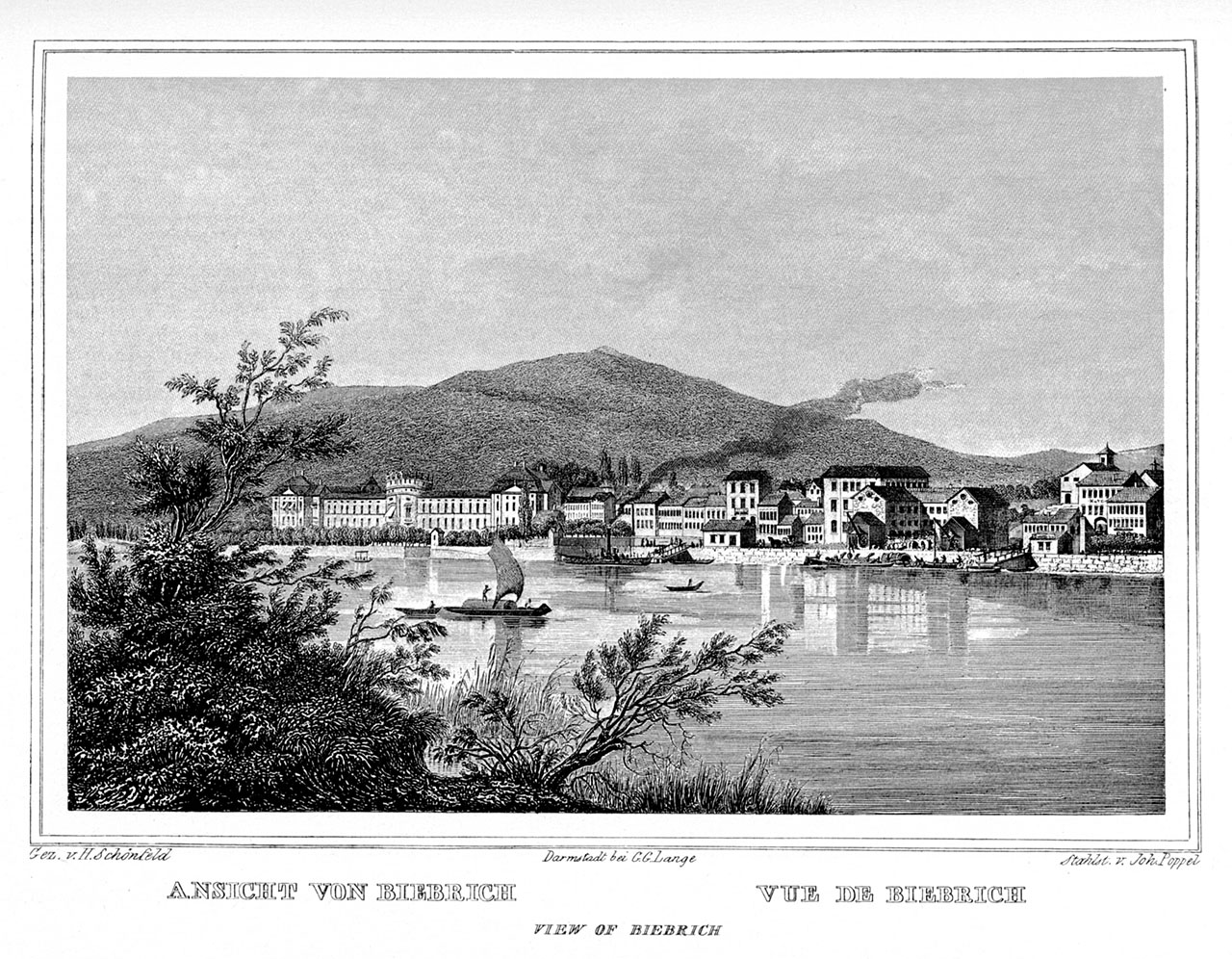
Die Kaimauer des Biebricher Freihafens um 1850, gesehen vom Biebricher Wörth

### Ausgangslage
Zwischen Köln und Mainz bestand seit 1827 regelmäßiger Dampfschiffverkehr. Für Frankfurt am Main bestimmte Waren mussten allerdings im linksrheinischen Mainz umgeschlagen werden, da Rheinschiffe wegen ihres zu großen Tiefgangs für den damals noch nicht kanalisierten Main ungeeignet waren. Die Waren wurden deshalb in Mainz gelöscht, mit Pferdefuhrwerken über die Schiffsbrücke nach Kastel gebracht – das ebenfalls zum Großherzogtum Hessen gehörte – und dort auf Pferdefuhrwerke oder Mainschiffe verladen und weiter in Richtung Frankfurt befördert. An dieser Situation verdienten Mainzer Unternehmer.

### Eisenbahn
1840 wurde die Taunus-Eisenbahn von Frankfurt nach Wiesbaden fertiggestellt. Sie hatte am Bahnhof Curve einen Abzweig nach Biebrich, die Bahnstrecke Curve–Biebrich. Diese Stichstrecke zum Rheinbahnhof Biebrich und die Errichtung einer Kaimauer am Biebricher Rheinufer machten den Warenumschlag in Biebrich für Händler interessant, da dies den Umweg über Mainz, einen Ladevorgang und damit Kosten sparte. Der Warentransport verlagerte sich zunehmend auf die Schiene. Eine direkte Eisenbahnverbindung von Mainz über den Rhein existierte noch nicht. Erst 1858 errichtete die Hessische Ludwigsbahn für die Rhein-Main-Bahn zwischen Mainz und Gustavsburg ein Trajekt über den Rhein, das 1862 durch die Mainzer Südbrücke ersetzt wurde.

## Der Nebeljungenstreich

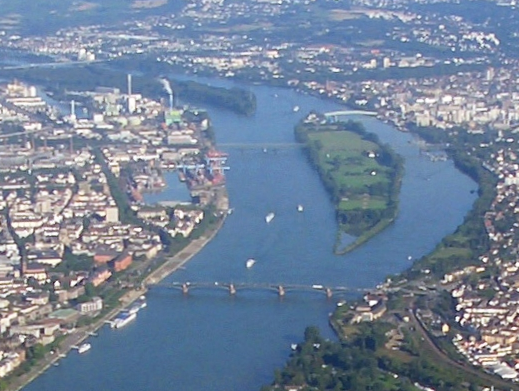
Blick auf den Tatort zwischen Petersaue (Mitte) und Rettbergsaue, links der Mainzer Hafen, rechts das Biebricher Ufer. Im Vordergrund die Mainmündung und die Theodor-Heuss-Brücke

Mainzer Kaufleute wollten sich aber ihre angestammte Einkunftsquelle nicht nehmen lassen. Die Regierung des Großherzogtums Hessen hatte keinen Erfolg bei ihrer diplomatischen Intervention beim Herzogtum Nassau, da die neue Verkehrssituation aufgrund der Rheinschifffahrtsakte völlig rechtmäßig war. Die Mainzer Unternehmer und die großherzogliche Regierung beschlossen daher, den Zugang zum Hafen von Biebrich zu blockieren.
Im rheinaufwärts gelegenen Mannheim mieteten sie 103 Lastkähne und ließen sie mit 50.000 Zentnern (ca. 2.500 Tonnen) Bruchsandsteinen beladen. In der Nacht vom 28. Februar zum 1. März 1841 erreichte die Flotte Mainz. Um die Mainzer Schiffsbrücke ungehindert passieren zu können, gaben die Schiffer gegenüber dem die Brücke bewachenden Militär der Bundesfestung Mainz an, die Steine seien für den Dombau in Köln bestimmt. Angeblich sangen die Schiffer bei der Aktion das eigentlich gegen die Franzosen gerichtete Sie sollen ihn nicht haben / den freien deutschen Rhein – in der konkreten Situation aber gegen die Nassauer gewendet. Vor dem Biebricher Hafen angekommen, wurden einige Boote angebohrt und versenkt, die restlichen Schiffe kippten ihre Ladung als Damm zwischen der Insel Petersaue und dem Biebricher Ufer. Das alles geschah unter dem Schutz von 20 hessischen Polizisten und ihrem Offizier. Dadurch wurde die nördliche Fahrrinne des Rheins zwischen der Buhne des Nassauischen „Biebricher Wörths“ (heute ein Teil der Rettbergsaue) und der Hessischen Petersaue unpassierbar und das gestaute Wasser floss nun zum großen Teil über den Rheinarm auf der Mombacher Rheinseite ab. Als Folge sank der Pegel im nördlichen, dem Biebricher Fahrwasser. Dampfschiffe wären dort auf Grund gelaufen und konnten von nun an nur noch den südlichen Rheinarm befahren und mussten ihre Ladung wie zuvor in Mainz löschen.

## Folgen
Diese rechtswidrige, die freie Schifffahrt auf dem Rhein behindernde Aktion führte sofort zum Protest des nassauischen Staatsministeriums bei der großherzoglichen Regierung in Darmstadt, mit der Forderung das Hindernis unverzüglich entfernen zu lassen. Der Darmstädter Ministerpräsident Karl du Thil erklärte, dass das Aufschütten des Dammes nur eine angemessene Reaktion auf eine Veränderung der Fahrrinne einige Jahre zuvor durch die nassauische Regierung darstelle. Nassau hatte damals an der Spitze des Biebricher Wörths eine 300 Meter lange Fangbuhne in Richtung der Ingelheimer Aue gebaut und damit das Fahrwasser von der Mainzer auf die Biebricher Seite verlegt. Weiter wertete der Minister das Verhalten der Mainzer nicht als „unföderative und unnachbarliche Maßnahme“.
Das herzogliche Staatsministerium protestierte daraufhin offiziell bei der Bundesversammlung in Frankfurt am Main. Erst im August 1843 kam unter Vermittlung des Deutschen Bundes ein Vergleich zu Stande, der im Wesentlichen den Wünschen der Hessen entsprach.

## Literarischer Niederschlag
Heinrich Heine lässt „Vater Rhein“ in Deutschland. Ein Wintermärchen den Vorgang selbst kommentieren:
Zu Biberich hab ich Steine verschluckt,
Wahrhaftig, sie schmeckten nicht lecker!
doch schwerer liegen im Magen mir
die Verse von Niklas Becker (Caput V, Abs. 5)